# مارک اکر
مارک اکر (انگلیسی: Mark Acres؛ زادهٔ ۱۵ نوامبر ۱۹۶۲) بازیکن بسکتبال اهل ایالات متحده آمریکا است.
از باشگاه‌هایی که در آن بازی کرده‌است می‌توان به واشینگتن ویزاردز، بوستون سلتیکس، هیوستون راکتس، و اورلندو مجیک اشاره کرد.